# Breslauer SpVgg 02
Breslauer SpVgg 02 was een Duitse voetbalclub uit Breslau, dat tegenwoordig het Poolse Wrocław is.

## Geschiedenis
De club werd in 1933 opgericht na een fusie tussen Vereinigte Breslauer Sportfreunde en Breslauer SC 08. Beide clubs waren erg succesvol en hadden ook op nationaal niveau al goede resultaten behaald. Door de invoering van de Gauliga Schlesien in 1933 werd de concurrentie groter en besloten de clubs te fuseren.
In het eerste jaar werd de club vicekampioen achter Beuthener SuSV 09. Na enkele plaatsen in de middenmoot eindigde de club in 1937 samen met Vorwärts-RaSpo Gleiwitz op de tweede plaats. Een jaar later werden ze opnieuw vicekampioen, nu achter Gleiwitz. In 1941 werd de Gauliga opgesplitst en ging de club in de Gauliga Niederschlesien spelen. Hier haalde de club eindelijk succes en werd kampioen waardoor ze zich voor het eerst plaatsten voor de nationale eindronde. Hier verloren ze echter meteen van Planitzer SC. Het volgende seizoen werd de club vicekampioen achter LSV Reinecke Brieg.
In 1943/44 werd de competitie opnieuw opgesplitst en kreeg Breslau weer een stadscompetitie. De club speelde de finale tegen SC Vorwärts Breslau, die ze met zware cijfers wonnen, maar in de eindronde om de titel moesten ze het afleggen tegen STC Hirschberg. Het laatste seizoen van de Gauliga werd niet voltooid. De club won met 5-0 tegen VfR Schlesien 1897 Breslau en hierna werd de competitie stopgezet.
Omdat Breslau na de Tweede Wereldoorlog een Poolse stad werd, waar de Duitse inwoners waren uitgezet, werd de voetbalclub opgeheven.

## Erelijst
Gauliga Neder-Silezië
1941
deelnames aan de eindronde om de Duitse landstitel
1941/42

## Bekende spelers
- August Klingler
- Fritz Langner
- Ernst Plener
- Reinhard Schaletzki